# Arte de repovoação

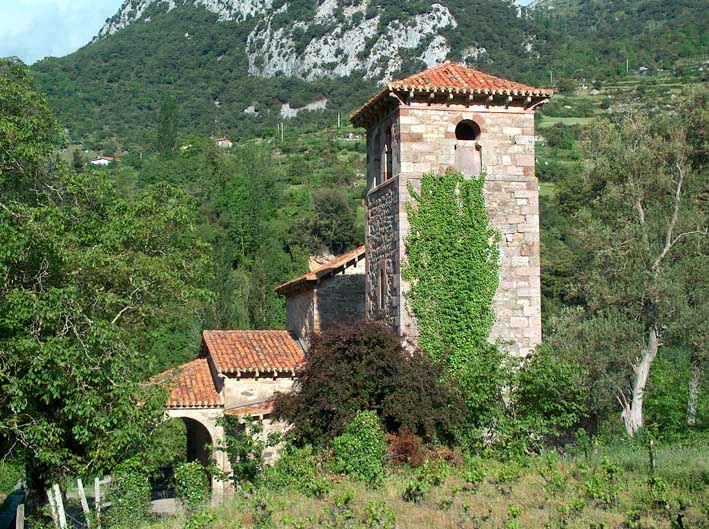
Iglesia de Santa María de Lebeña en Cillorigo de Liébana

A denominação arte de repovoação (ou arte da repoblación) aplica-se recentemente às manifestações artísticas, fundamentalmente arquitectónicas, que se levaram a cabo nos reinos cristãos do norte de Espanha entre finais do século IX e princípios do século XI. Engloba todas as construções até há pouco tidas como moçárabes e assim chamadas e catalogadas seguindo a linha marcada por Manuel Gómez Moreno. A historiografia actual mostra-se partidária de abandonar aquela denominação.

## Exemplos destacados

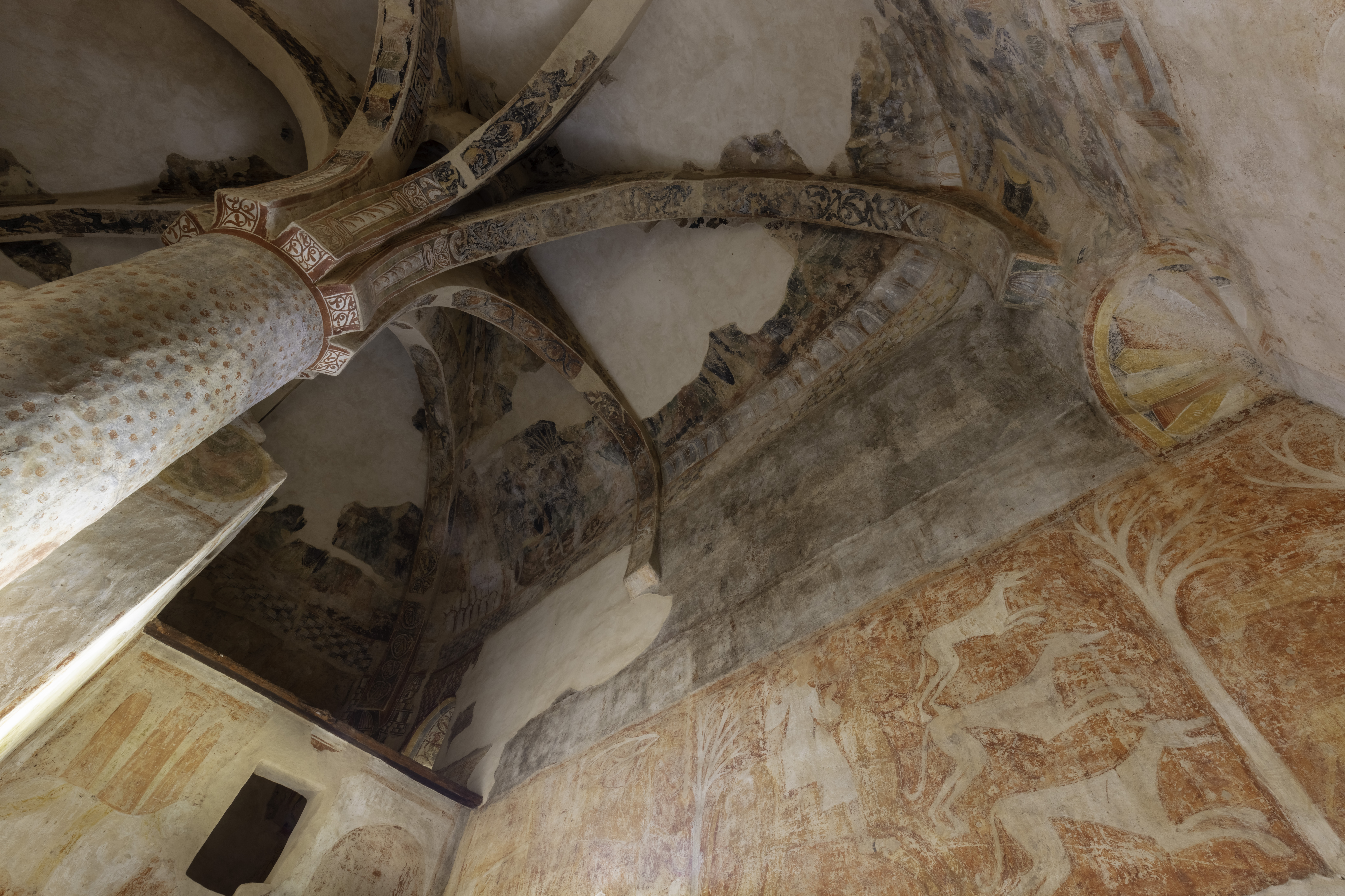
Ermida de San Baudelio, Casillas de Berlanga, Soria, Espaha

Como edifícios más representativos podem relacionar-se os seguintes:
- Monasterio de San Miguel de Escalada (Leão)
- Ermita de Santo Tomás de las Ollas (Leão)
- Iglesia de Santiago de Peñalba (Leão)
- Iglesia de Santa María de Wamba (Valladolid)
- Iglesia de San Cebrián de Mazote (Valladolid)
- Monasterio de San Román de Hornija (Valladolid)
- Capela de San Miguel de Celanova (Ourense)
- Ermita de Santa Céntola y Santa Elena de Siero (Burgos)
- Iglesia de Santa María de Retortillo (Burgos)
- Iglesia de San Vicente del Valle (Burgos)
- Torre de Doña Urraca, Covarrubias (Burgos)
- Igreja de Santa Maria de Lebeña (Cantábria)
- Ermita de San Román de Moroso, Arenas de Iguña (Cantabria)
- Ermita San Baudelio de Berlanga, Caltojar (Soria)
- Monasterio de San Juan de la Peña, Jaca (Huesca)
- Iglesia de San Pedro de Lárrede (Huesca)
- Iglesia prerrománica del Monasterio de Leyre (Navarra)
- Monasterio de San Millán de la Cogolla (La Rioja)
- Monasterio de San Salvador de Tábara (Zamora)
- Iglesia de San Cristóbal de Cabrils (Barcelona)
- Iglesia San Julián de Boada (Gerona)
- Iglesia de Santa María de Matadars (Barcelona)